# فرنسيسكو آبرو لوبيز
فرنسيسكو آبرو لوبيز (26 أبريل 1982 في جمهورية الدومينيكان - ) (بالإنجليزية: Francisco Abreu López)‏ هو لاعب كرة طائرة دومينيكا.

## وصلات خارجية
- فرنسيسكو آبرو لوبيز على موقع قاعدة بيانات الكرة الطائرة الشاطئية (الإنجليزية)
- فرنسيسكو آبرو لوبيز على موقع عالم الكرة الطائرة (الإنجليزية)